# Брутус, Деннис

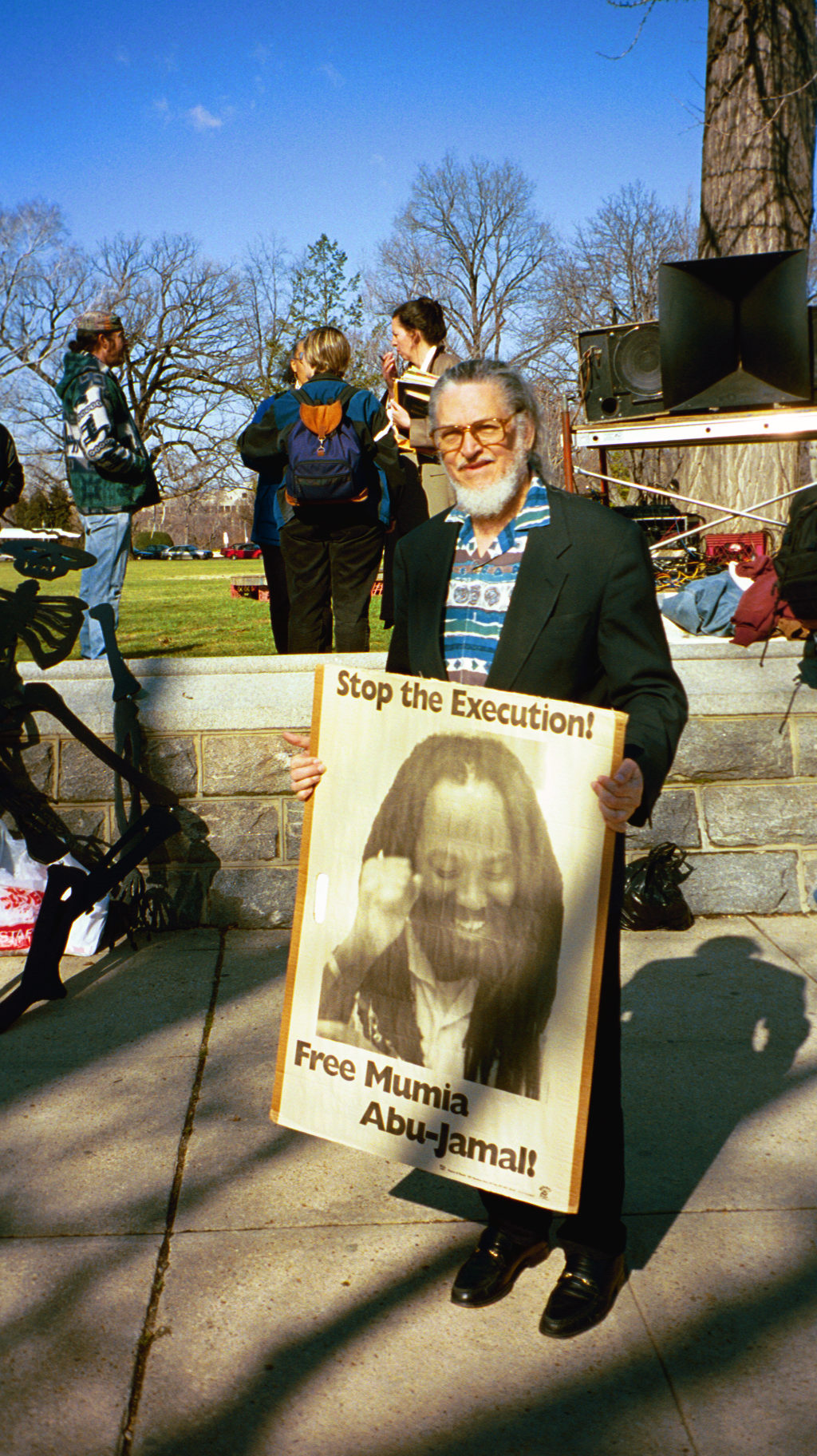
Деннис Брутус требует свободу для Мумии Абу-Джамала на митинге в Вашингтоне, 2000 год.

Деннис Винсент Брутус (англ. Dennis Vincent Brutus, псевдоним Джон Брёйн; 28 ноября 1924, Солсбери, Южная Родезия (ныне Хараре, Зимбабве) — 26 декабря 2009, Кейптаун, Южная Африка) — южноафриканский общественный деятель, поэт, педагог, журналист и критик, известный своей борьбой против режима апартеида в ЮАР.

## Биография
В роду Брутуса были коренные жители готтентоты, африканеры, французы, англичане, немцы и малайцы. Когда в четырёхлетнем возрасте родители привезли его на их родину в ЮАР, в Порт-Элизабет, по расовым законам апартеида он был классифицирован как «цветной».
Включился в борьбу с апартеидом, став троцкистским активистом. В 1960 году был арестован, осуждён на 18 месяцев тюрьмы и бежал в Мозамбик, но был схвачен португальской тайной полицией ПИДЕ и выдан назад в ЮАР. Был заключен в тюрьму на острове Роббен в соседней с Нельсоном Манделой камере. Впрочем, все ещё находясь там, он узнал, что его деятельность не прошла зря — отчасти благодаря его кампании за бойкот Южной Африки на Олимпийских играх, южноафриканскую команду ЮАР не допустили на Олимпийские игры 1964 года в Токио. Кроме того, в Нигерии был напечатан его первый сборник стихов.
В 1966 году Деннис Брутус был вынужден покинуть Южную Африку, выехав в Великобританию, а затем, в качестве политического беженца — в США. Вернуться на родину он смог только после 1990 года и демонтажа апартеида. После возвращения преподавал в Университете Квазулу-Натал, был одним из учредителей Комитета за академические свободы в Африке и активно участвовал в протестах против неолиберальных реформ.
Всего Брутус опубликовал 12 сборников стихов.
Писатель Олу Огибе назвал Брутуса «крупнейшим и влиятельнейшим современным поэтом Африки после Леопольда Сенгора и Кристофера Окигбо».
Умер от рака простаты в своем доме в Кейптауне.